# Sílvia Casola i Salvatella
Sílvia Casola i Salvatella   (Ulldecona, 5 de juny de 1985) és una política catalana, regidora de l'Ajuntament de l'Hospitalet, des de 2022. És la portaveu del grup polític municipal d’ERC + EUIA. Membre d'Esquerra Republicana de Catalunya.

## Formació i activitat professional
Llicenciada en sociologia per la UB. Màster en estudis territorials i de la població, especialitzada en demografia pel Centre d’Estudis Demogràfics de la UAB. Màster en professorat universitari per a professorat novell per la UB.
Tècnica a la Fundació Jaume Bofill de novembre 2009 a novembre 2010. Beca pre-doctoral de formació de personal investigador a la UB d’octubre de 2011 a setembre 2015. Professora associada a la UB de setembre 2016 a l’actualitat.
Assessora tècnica d’Igualtat i Ciutadania a la Diputació de Barcelona de gener 2016 a juliol 2019.

## Trajectoria política
Ha estat presidenta d’Esquerra Republicana de L’Hospitalet des del 2015 fins al 2022, i actualment és membre de la direcció local.
Secretària comarcal d’Imatge i Comunicació de la Federació del Baix Llobregat i l’Hospitalet, entre el 2016 i 2019.
Militant d’ERC i JERC des del 2004 i 2003, respectivament. És a les JERC on inicia la seva trajectòria política com a impulsora de la Secció Local d’Ulldecona i portaveu de les JERC Terres de l’Ebre. Ha estat secretària Nacional de la Dona de les JERC (2011-2015). Portaveu de les JERC Terres de l'Ebre entre el 2005 i 2007 i consellera nacional d’Esquerra per les JERC durant el període 2006-2008 i 2013-2015.
Va ser secretària de Transició Ecològica i Habitatge a l'Executiva Nacional d'Esquerra Republicana.

## Trajectoria cívica
Ha compaginat sempre la militància política amb l’activisme social dins el feminisme, l’antifeixisme, l’ecologisme i la defensa del territori. Ha estat vinculada a diferents associacions locals i de defensa del territori com la Plataforma en Defensa de l’Ebre. Membre activa en diferents col·lectius i plataformes feministes com Ca la Dona, Feministes pel dret a decidir i la Campanya pel dret al propi cos i també sòcia d'Òmnium Cultural, Acció Cultural de País Valencià i la Plataforma pro-seleccions catalanes, entre d'altres.
Ha estat membre de la Junta de l’Associació Catalana de Sociologia i de Joves en Sociologia.